# Loca People
Loca People (volledige titel Loca People (La gente está muy loca), ook bekend als Loca People (What the Fuck!), is een nummer van Sak Noel uit 2011. Het nummer bevat Engels- en Spaanstalige teksten. De Nederlandse Esthera Sarita (Esther Sarita van Rossum) zingt op dit nummer.
De videoclip is gefilmd door Roger Martin Solé en geregisseerd door Noel in Barcelona en in de nachtclub Millennium & Cosmic Club in Girona. Noel is te zien in de videoclip, naast Desirée Brihuega.

## Hitnoteringen

### Nederlandse Top 40
| Hitnotering: 18-06-2011 t/m 24-09-2011 | Hitnotering: 18-06-2011 t/m 24-09-2011 | Hitnotering: 18-06-2011 t/m 24-09-2011 | Hitnotering: 18-06-2011 t/m 24-09-2011 | Hitnotering: 18-06-2011 t/m 24-09-2011 | Hitnotering: 18-06-2011 t/m 24-09-2011 | Hitnotering: 18-06-2011 t/m 24-09-2011 | Hitnotering: 18-06-2011 t/m 24-09-2011 | Hitnotering: 18-06-2011 t/m 24-09-2011 | Hitnotering: 18-06-2011 t/m 24-09-2011 | Hitnotering: 18-06-2011 t/m 24-09-2011 | Hitnotering: 18-06-2011 t/m 24-09-2011 | Hitnotering: 18-06-2011 t/m 24-09-2011 | Hitnotering: 18-06-2011 t/m 24-09-2011 | Hitnotering: 18-06-2011 t/m 24-09-2011 | Hitnotering: 18-06-2011 t/m 24-09-2011 | Hitnotering: 18-06-2011 t/m 24-09-2011 |
| Week:                                  | 1                                      | 2                                      | 3                                      | 4                                      | 5                                      | 6                                      | 7                                      | 8                                      | 9                                      | 10                                     | 11                                     | 12                                     | 13                                     | 14                                     | 15                                     |                                        |
| -------------------------------------- | -------------------------------------- | -------------------------------------- | -------------------------------------- | -------------------------------------- | -------------------------------------- | -------------------------------------- | -------------------------------------- | -------------------------------------- | -------------------------------------- | -------------------------------------- | -------------------------------------- | -------------------------------------- | -------------------------------------- | -------------------------------------- | -------------------------------------- | -------------------------------------- |
| Positie:                               | 13                                     | 3                                      | 1                                      | 1                                      | 1                                      | 1                                      | 3                                      | 4                                      | 4                                      | 7                                      | 11                                     | 14                                     | 17                                     | 27                                     | 37                                     | uit                                    |

### NederlandseSingle Top 100
| Hitnotering: 04-06-2011 t/m 08-10-2011 | Hitnotering: 04-06-2011 t/m 08-10-2011 | Hitnotering: 04-06-2011 t/m 08-10-2011 | Hitnotering: 04-06-2011 t/m 08-10-2011 | Hitnotering: 04-06-2011 t/m 08-10-2011 | Hitnotering: 04-06-2011 t/m 08-10-2011 | Hitnotering: 04-06-2011 t/m 08-10-2011 | Hitnotering: 04-06-2011 t/m 08-10-2011 | Hitnotering: 04-06-2011 t/m 08-10-2011 | Hitnotering: 04-06-2011 t/m 08-10-2011 | Hitnotering: 04-06-2011 t/m 08-10-2011 | Hitnotering: 04-06-2011 t/m 08-10-2011 | Hitnotering: 04-06-2011 t/m 08-10-2011 | Hitnotering: 04-06-2011 t/m 08-10-2011 | Hitnotering: 04-06-2011 t/m 08-10-2011 | Hitnotering: 04-06-2011 t/m 08-10-2011 | Hitnotering: 04-06-2011 t/m 08-10-2011 | Hitnotering: 04-06-2011 t/m 08-10-2011 | Hitnotering: 04-06-2011 t/m 08-10-2011 | Hitnotering: 04-06-2011 t/m 08-10-2011 | Hitnotering: 04-06-2011 t/m 08-10-2011 |
| Week:                                  | 1                                      | 2                                      | 3                                      | 4                                      | 5                                      | 6                                      | 7                                      | 8                                      | 9                                      | 10                                     | 11                                     | 12                                     | 13                                     | 14                                     | 15                                     | 16                                     | 17                                     | 18                                     | 19                                     |                                        |
| -------------------------------------- | -------------------------------------- | -------------------------------------- | -------------------------------------- | -------------------------------------- | -------------------------------------- | -------------------------------------- | -------------------------------------- | -------------------------------------- | -------------------------------------- | -------------------------------------- | -------------------------------------- | -------------------------------------- | -------------------------------------- | -------------------------------------- | -------------------------------------- | -------------------------------------- | -------------------------------------- | -------------------------------------- | -------------------------------------- | -------------------------------------- |
| Positie:                               | 60                                     | 3                                      | 2                                      | 2                                      | 1                                      | 1                                      | 1                                      | 2                                      | 4                                      | 5                                      | 8                                      | 10                                     | 18                                     | 17                                     | 24                                     | 31                                     | 53                                     | 70                                     | 79                                     | uit                                    |

### VlaamseUltratop 50
| Hitnotering: 02-07-2011 t/m 15-10-2011 | Hitnotering: 02-07-2011 t/m 15-10-2011 | Hitnotering: 02-07-2011 t/m 15-10-2011 | Hitnotering: 02-07-2011 t/m 15-10-2011 | Hitnotering: 02-07-2011 t/m 15-10-2011 | Hitnotering: 02-07-2011 t/m 15-10-2011 | Hitnotering: 02-07-2011 t/m 15-10-2011 | Hitnotering: 02-07-2011 t/m 15-10-2011 | Hitnotering: 02-07-2011 t/m 15-10-2011 | Hitnotering: 02-07-2011 t/m 15-10-2011 | Hitnotering: 02-07-2011 t/m 15-10-2011 | Hitnotering: 02-07-2011 t/m 15-10-2011 | Hitnotering: 02-07-2011 t/m 15-10-2011 | Hitnotering: 02-07-2011 t/m 15-10-2011 | Hitnotering: 02-07-2011 t/m 15-10-2011 | Hitnotering: 02-07-2011 t/m 15-10-2011 | Hitnotering: 02-07-2011 t/m 15-10-2011 | Hitnotering: 02-07-2011 t/m 15-10-2011 | Hitnotering: 02-07-2011 t/m 15-10-2011 |
| Week:                                  | 1                                      | 2                                      | 3                                      | 4                                      | 5                                      | 6                                      | 7                                      | 8                                      | 9                                      | 10                                     | 11                                     | 12                                     | 13                                     | 14                                     | 15                                     | 16                                     | 17                                     |                                        |
| -------------------------------------- | -------------------------------------- | -------------------------------------- | -------------------------------------- | -------------------------------------- | -------------------------------------- | -------------------------------------- | -------------------------------------- | -------------------------------------- | -------------------------------------- | -------------------------------------- | -------------------------------------- | -------------------------------------- | -------------------------------------- | -------------------------------------- | -------------------------------------- | -------------------------------------- | -------------------------------------- | -------------------------------------- |
| Positie:                               | 36                                     | 7                                      | 7                                      | 1                                      | 1                                      | 1                                      | 1                                      | 2                                      | 4                                      | 7                                      | 7                                      | 10                                     | 19                                     | 24                                     | 37                                     | 38                                     | 47                                     | uit                                    |